# ГЕС Жауру
ГЕС Жауру (порт. Usina Hidrelétrica de Jauru) — гідроелектростанція на півдні Бразилії у штаті Мату-Гросу. Знаходячись між ГЕС Ombreiras (26 МВт, вище за течією) та ГЕС Салту-Жауру (19 МВт), входить до складу каскаду на річці Яуру, що є правою притокою Парагваю.
У межах проєкту річку перекрили кам'яно-накидною греблею висотою 46 метрів, довжиною 570 метрів та шириною по гребеню 6 метрів. Вона утримує водосховище з площею поверхні 2,62 км2 та об'ємом 20 млн м3 (корисний об'єм 12,5 млн м3) з нормальним рівнем поверхні на позначці 355 метрів НРМ та максимальним рівнем 358,7 метра НРМ.
Зі сховища ресурс подається до розташованого неподалік від правобережного завершення греблі машинного залу через тунель довжиною 680 метрів, який включає 90-метрову напірну шахту. Основне обладнання станції становлять три турбіни типу Френсіс потужністю по 40,5 МВт, які при напорі від 100,9 до 106,8 метра забезпечують виробництво близько 0,7 млрд кВт·год електроенергії на рік.
Видача продукції відбувається по ЛЕП, розрахованій на роботу під напругою 138 кВ.